# Compsophis
Compsophis es un género conocido de serpientes de la familia Lamprophiidae. Sus especies son endémicas de Madagascar.

## Especies
Se reconocen las siguientes especies:
- Compsophis albiventris Mocquard, 1894
- Compsophis boulengeri (Peracca, 1892)
- Compsophis fatsibe (Mercurio & Andreone, 2005)
- Compsophis infralineatus (Günther, 1882)
- Compsophis laphystius (Cadle, 1996)
- Compsophis vinckei (Domergue, 1988)
- Compsophis zeny (Cadle, 1996)